# Túl a valláson
A Túl a valláson (eredeti címe: Beyond Religion: Ethics for a Whole World) a 14. dalai láma, Tendzin Gyaco világi erkölcstanról szóló üzenete. A könyv alapvető üzenete nem vallási, bár spirituális témájú. Felhívja a figyelmet, hogy „minden területen túlságosan nagy figyelmet szentelünk a külsőségeknek, az anyagiaknak, és túlságosan keveset az erkölcsnek és a belső értékeknek” (11. oldal). A könyv alapvető üzenete, hogy vallás nélkül is lehetséges boldog és erkölcsös életet élni. Mégsem tekinthető a tibeti láma üzenete vallásellenesnek, hiszen elismeri, hogy az imádkozásnak például rendkívüli pszichológiai ereje van, illetve minden nagy világvallás közvetíti ugyanazokat az alapvető emberi belső értékeket, mint a szeretet, a megbocsátás, az őszinteség, a türelem stb.

## Tartalma
Más világi vezetők korábban nem tettek olyan kijelentést, mint a tibeti buddhista tanító, hogy a világ jelenlegi alakulása sürgetővé tette egy egyházak fölé helyezett, szekuláris etika kidolgozását, amely az egyetemes belső értékekre épül. A dalai láma felhívja a figyelmet, hogy a „szekuláris” szót az ókori Indiában használt értelemben használja, amelyben a kifejezés nem az vallásokkal való tiszteletlenséget jelenti, hanem az összes vallás tiszteletét. Tíz évvel korábban az Ősi bölcsesség, modern világ – Erkölcsi gondolatok az új évezredre című könyvében a dalai láma először beszélt a vallási elvek helyett az egyetemes értékeken alapuló, világi erkölcsről. A Túl a valláson ezt a gondolatmenetet viszi tovább kifinomultabb és részletesebb formában. Az általa vizionált világi erkölcsöt szorgalmazó, új rendszerben a vallások teljes tiszteletet érdemelnek, miközben a globális emberi közösség boldog léte a kölcsönös tiszteleten és a megértésen alapul. A dalai láma védő szárnyai alá veszi a hittel nem rendelkező embereket is, akik szintén jobb világra és boldogságra vágynak, és ehhez minden joguk megvan.

### Belső értékek
A dalai láma belső értékek alatt a következőket érti:
|  | „Belső értékek alatt azokat értem, amelyeket becsülünk másokban, és amelyek felé mindannyian természetes ösztöneinktől hajtva vonzódunk, ezt örököltük ugyanis abból a korból, amikor állatként biológiai létünk csak olyan környezetben volt képes fennmaradni és gyarapodni, amelyet a törődés, a szerető ragaszkodás és a szívélyesség jellemzett – egy szóval: az együttérzés. (11. oldal)” |
|  | |

## Magyarul
- Túl a valláson; ford. Dudik Annamária Éva; Noran Libro, Bp., 2013